# 和歌山市立高松小学校
和歌山市立高松小学校（わかやましりつ たかまつしょうがっこう）は、和歌山市東高松にある公立小学校。

## 概要
1928年（昭和3年）4月、吹上尋常小学校から分離し高松尋常小学校として開校。1985年（昭和60年）10月、給食教育で文部大臣賞を受賞する。1993年（平成5年）11月、1993年度全日本健康推進学校として中央表彰を受ける。

## 沿革

### 年表
- 1928年（昭和3年）4月6日 - 吹上尋常小学校から分離し、高松尋常小学校を開校する
- 1951年（昭和26年）3月6日 - 学校給食（完全給食）を実施
- 1954年（昭和29年）9月28日 - 校歌制定
- 1956年（昭和31年）3月17日 - 講堂の完成
- 1964年（昭和39年）7月14日 - プールの完成
- 1967年（昭和42年）1月24日 - 南校舎鉄筋3階建6教室完成
- 1969年（昭和44年）5月9日 - 本館鉄筋3階建6教室完成
- 1971年（昭和46年）
  - 4月19日 - 本館続き西校舎鉄筋3階建の完成
  - 10月24日 - 国民体育大会（黒潮国体）マスゲームに6年生が出場する
- 1973年（昭和48年）3月25日 - 西校舎続き鉄筋3階建の完成
- 1975年（昭和50年）4月1日 - あおい分校の開校
- 1976年（昭和51年）10月8日 - 南校舎続き鉄筋3階建の完成
- 1978年（昭和53年）
  - 9月22日 - 北側鉄筋2階建校舎の完成
  - 11月12日 - 創立50周年記念式典を挙行（この日を創立記念日とする）
- 1980年（昭和55年）
  - 3月24日 - あおい分校を閉校
  - 4月8日 - 少人数学級が発足
- 1983年（昭和58年）4月1日 - 給食室の完成
- 1985年（昭和60年）
  - 10月30日 - 給食教育で全国表彰（文部大臣賞）
  - 11月15日 - PTA活動で全国表彰（文部大臣賞）
  - 12月5日 - よい歯の学校として県から表彰される（平成元年まで連続）
- 1987年（昭和62年）5月23日 - 体育館の完成
- 1988年（昭和63年）
  - 10月14日 - 日本学校歯科医会から「よい歯の学校」として表彰される
  - 12月1日 - 「和歌山県健康優良学校」の表彰を受ける（平成元年まで連続）
- 1991年（平成3年）11月28日 - 平成3年度和歌山県健康推進学校（大規模校）として表彰を受ける
- 1992年（平成4年）
  - 1月24日 - 農協共済全国小・中学校書道コンクールで優秀学校賞を受賞
  - 11月3日 - 和歌山県代表（大規模校）健康推進学校として中央表彰を受ける
  - 11月26日 - 平成4年度和歌山県健康推進学校として表彰を受ける
- 1993年（平成5年）
  - 11月3日 - 1993年度全日本健康推進学校として中央表彰を受ける
  - 11月25日 - 平成5年度和歌山県健康推進学校として表彰を受ける
  - 11月29日 - 平成5年度JA共済全国小・中学生第37回書道コンクールで優秀学校賞を受賞
- 1994年（平成6年）5月17日 - 水道管取替工事（全館）完了
- 1995年（平成7年）
  - 2月2日 - 平成6年度和歌山県健康推進学校として表彰を受ける
  - 4月15日 - 「町を美しくする運動」市民推進大会で和歌山市より表彰される
  - 11月30日 - 平成7年度和歌山県健康推進学校として表彰を受ける
- 1996年（平成8年）- 和歌山市教育委員会国語科教育研究指定校となる 
  - 11月28日 - 平成8年度和歌山県健康推進学校として表彰を受ける
- 1997年（平成9年） - 和歌山市教育委員会国語科教育研究指定校となる
- 2000年（平成12年）3月23日 - 和歌山城南ロータリークラブの新世代“共有”賞を受賞
- 2001年（平成13年）4月2日 - 和歌山市教育委員会より，新しい教育課題に対応する研究指定校に指定される
- 2004年（平成16年）2月18日 - 防犯カメラ、防犯電子ロックを設置
- 2007年（平成19年）
  - 7月20日から12月16日 - 校舎の耐震工事
- 2012年（平成24年）11月15日 - 和歌山県学校歯科優良校として表彰を受ける

## 学校行事
| - 4月 始業式、入学式 - 5月 - 6月 | - 7月 終業式 - 8月 始業式 - 9月 | - 10月 運動会 - 11月 6年生修学旅行 - 12月 終業式 | - 1月 始業式 - 2月 卒業おめでとう集会 - 3月 卒業式、終業式 |

## 通学区域
- 和歌山市[1]
  - 秋葉町4番4号から14番、宇須1丁目、宇須2丁目（1番、2番5号から2番19号、2番28号から999番）、宇須3丁目、宇須4丁目、打越町、塩屋1丁目、塩屋2丁目、塩屋3丁目、塩屋4丁目、塩屋5丁目、塩屋6丁目（1番から2番57号、2番62号から3番23号、4番から999番）、新堀東1丁目（6番、8番20号から8番36号）、新堀東2丁目（2番24号から2番43号、2番45号から999番）、西高松1丁目、西高松2丁目（1番から11番、13番から13番17号、13番19号から16番35号）、東高松1丁目、東高松2丁目、東高松3丁目、東高松4丁目、堀止西2丁目（11番6号、11番9号、11番11号、11番25号、11番27号）、松ケ丘1丁目（1番から7番8号、7番10号、7番11号、7番13号、7番15号、7番16号、7番18号、7番20号から999番）

## 進学先中学校
- 和歌山市立西浜中学校[2]

## 学区の主な施設
- 和歌山市役所 市民環境局市民部自治振興課高松連絡所
- 和歌山県立図書館
- 和歌山大学 松下会館

## 交通
- JR西日本紀勢本線宮前駅から徒歩約30分